# Diaphorocellus biplagiatus
Diaphorocellus biplagiatus là một loài nhện trong họ Palpimanidae. Loài này được phát hiện ở Zuid-châu Phi.